# Ilovik (miasto Mali Lošinj)
Ilovik – wieś w Chorwacji, w żupanii primorsko-gorskiej, w mieście Mali Lošinj. W 2011 roku liczyła 85 mieszkańców.